# Karakåsbjörnbär
Karakåsbjörnbär (Rubus dasyphyllus) är en försvunnen björnbärsort inom familjen Rosaceae, och ordningen Rosales.